# Basellaceae
Basellaceae é uma família de plantas encontradas como lianas, arbustos, trepadeiras, herbáceas e terrícolas, que possuem folhas simples, flores pouco vistosas, fruto drupa, frequentemente cercada por  bractéolas e perianto persistentes, endosperma conspícuo, embrião espiralado ou semicircular.  
No Brasil, foram registradas três espécies: A.cordifolia(Ten.)  Steenis, A.marginata (Kunth)  Sperling   e  A.tucumanensis(Lillo & Hauman) Sperling.

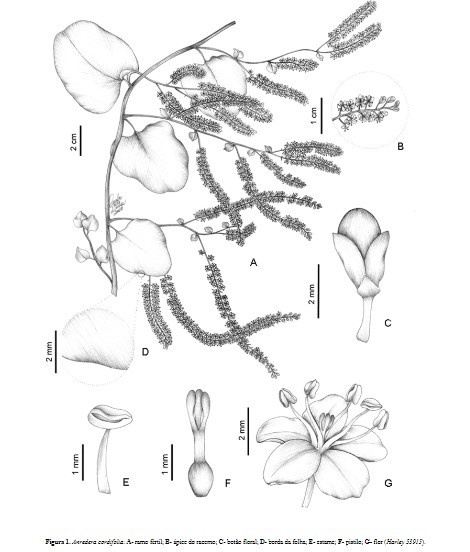
Podemos observar na imagem estruturas como: ramo fertil, botão floral, borda foliar, pistilo, estame entre outras estruturas

## Diversidade taxonômica
Basellaceae é uma família de plantas com flor, dicotiledóneas cuja ordem é Caryophyllales, com quatro gêneros e cerca de 20 espécies. Anredera é o gênero mais representativo da família com 14 espécies, sendo caracterizado por espécies lianas, herbáceas com rizoma carnoso, ramos anuais, com folhas sésseis ou curto pecioladas, geralmente carnosas e com enervação broquidódroma pouco visível. Com distribuições tropicais e subtropicais da América e África.

### Taxonomia
- Reino: Plantae
- Divisão: Magnoliophyta
- Classe: Magnoliopsida
- Ordem: Caryophyllidae
- Família: Basellaceae

### Distribuição geográfica
Está distribuída por todas as regiões tropicais e subtropicais, mais abundantes em regiões neotropicais.

### Diversidade
São descritas aproximadamente 20 espécies brasileiras.

### Tipo de vegetação
Ervas perenes, escandentes ou trepadeiras, geralmente suculentas.

## Morfologia
As espécies representantes da família Basellaceae, são ervas perenes, escandentes ou trepadeiras que atingem entre  5 a 6 m de altura, geralmente suculentas e com tubérculos aéreos. Folhas simples, alternas ou menos frequentemente opostas, pecioladas ou sésseis, inteiras ou raramente apiculadas e denteadas, sem estípulas. Inflorescências com espigas  axilares ou terminais, racemosas ou paniculadas, persistentes, indeterminadas ou pseudodeterminadas.
Flores pouco vistosas, bissexuadas ou raramente unissexuadas, actinomorfas, períginas, monoclamídeas, com um par de bractéolas na base do cálice, semelhantes às sépalas, livres ou unidas entre si, prefloração imbricada; cálice (4)5(–13)-mero, petaloide, branco ou avermelhado, gamossépalo ou raramente dialissépalo; estames (4)5(–9), opostos às pétalas, filetes frequentemente adnatos ao cálice; anteras rimosas ou poricidas; disco nectarífero presente ao redor do androceu; ovário súpero, carpelos 3, sincárpico, lóculo 1, óvulo 1, placentação ereta; estiletes 3, unidos ou livres, estigmas 3. Fruto drupa, frequentemente cercado por bractéolas e perianto persistentes; sementes globulares, testa membranosa, endosperma conspícuo, embrião espiralado ou semicircular.

## Hábito
Essa planta também é conhecida como espinafre-indiano, distribuída na região tropical, sendo cultivada  na Ásia como uma hortaliça para  fins econômicos e para o consumo humano, fazendo parte então das Plantas alimentícias não convencionais, pois seu modo de preparo pode ser frito, cozido, sendo inseridas em sopas, farofas e cozidos. A espécie tem hábito de trepadeira perene, sendo de fácil crescimento. O caule dessas plantas podem ter cores verdes ou vermelho-arroxeados, atingindo até 1,5 m de comprimento. As folhas são grossas, de nervuras marcadas e as flores costumam ser pequenas e a inflorescência é axilar. Seus frutos são globosos contendo apenas uma única semente cada em seu interior.
Na medicina popular da América Latina costumam ser utilizadas como remédio para combater a tosse,  para o tratamento de úlceras, conjuntivite e  possui  propriedades antioxidantes e anti-inflamatórias. O período de floração costuma ser entre os meses de dezembro a abril. 

## Relações filogenéticas

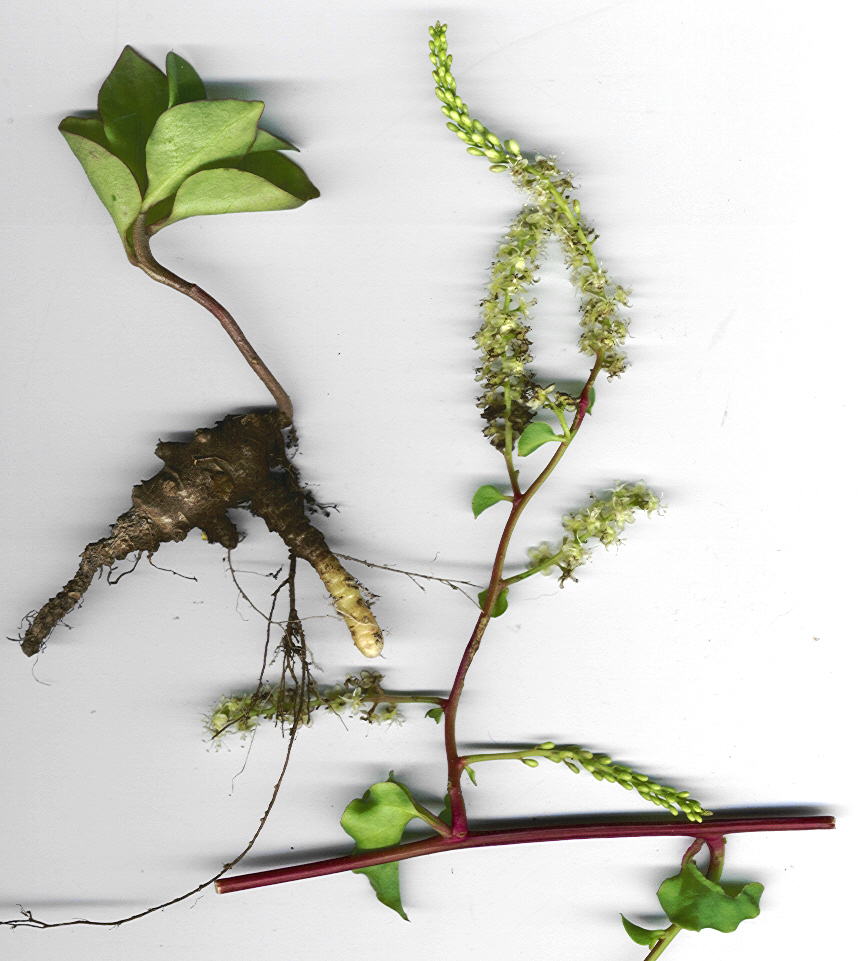
Anredera cordifolia.

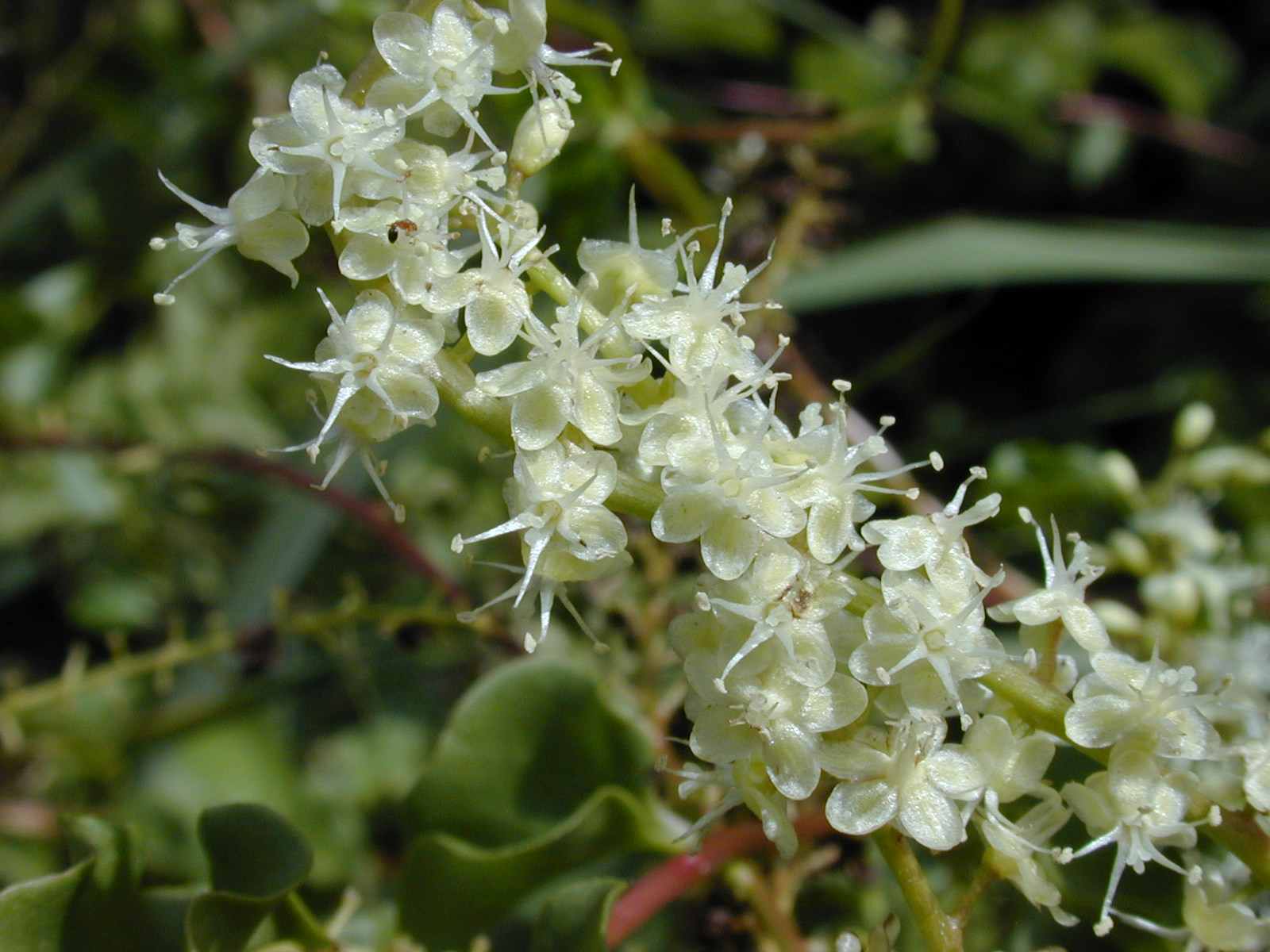
Flores de Anredera cordifolia.

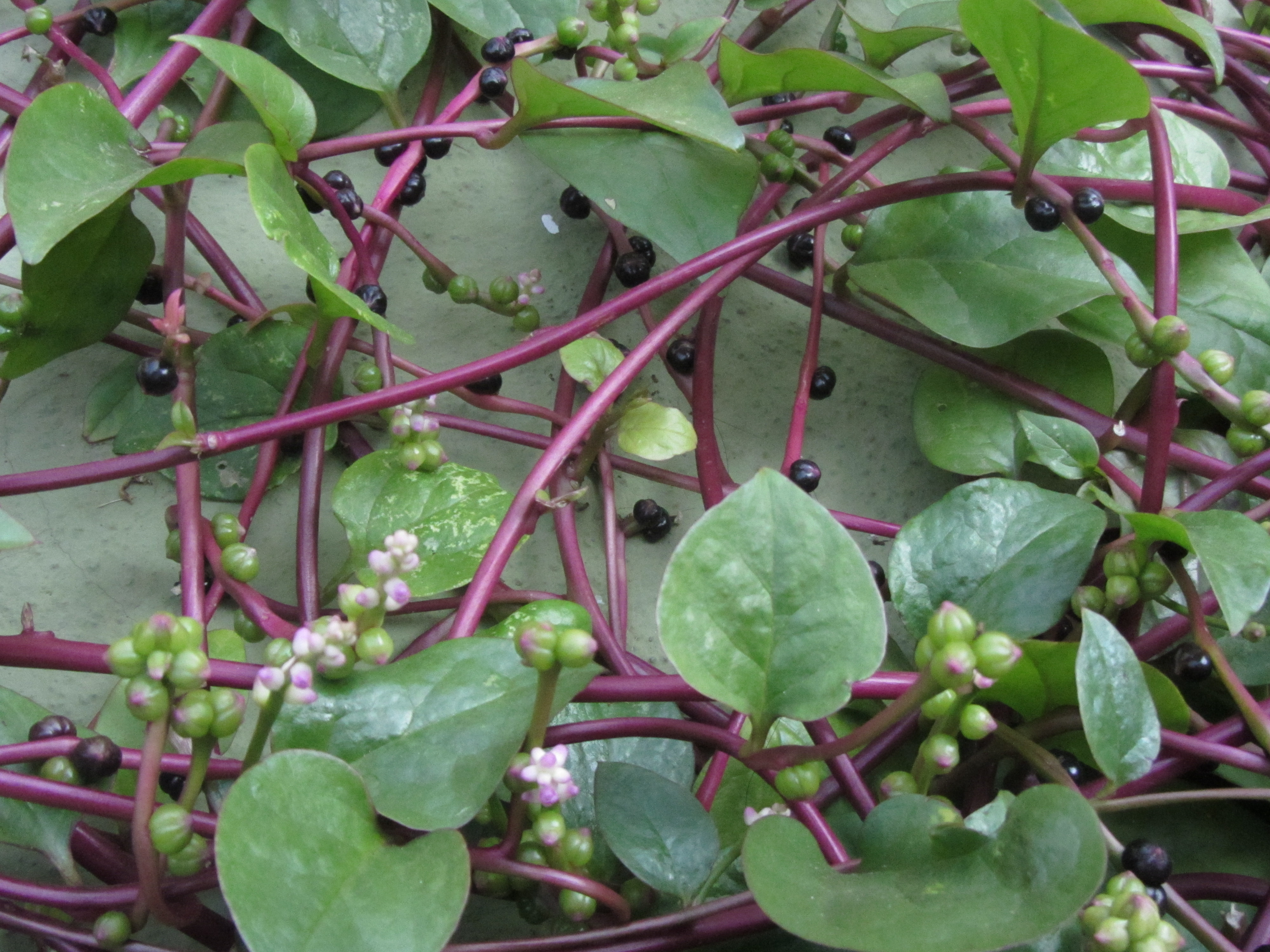

A família Basellaceae está distribuída por todas as regiões tropicais e subtropicais, mais abundantes em regiões neotropicais. Encontramos essa família de plantas também nas regiões tropicais do leste da África, incluindo Madagascar. Na Eurásia e Austrália as espécies existentes são introduzidas por ação do homem. A grande maioria das espécies ocorre em habitats secos.
Os gêneros que compõem a família foram inicialmente considerados por George Bentham e Joseph Dalton Hooker como pertencentes às Chenopodiaceae (1862–1883). Já Augustin Pyramus de Candolle e Alphonse Louis Pierre Pyramus de Candolle (1823–1873) e G. Nageshwar e M. Radhakrishnaiah (1993) integraram este gênero na família Portulacaceae. A descrição e publicação original da família Basellaceae, de acordo com a regra da prioridade deve ser considerada como válida, ocorreu em 1837 na obra de Constantine Samuel Rafinesque-Schmaltz intitulada Flora Telluriana, 3, p. 44. Proposta similar foi publicada por Christian Horace Bénédict Alfred Moquin-Tandon em 1840. O gênero tipo da família é Basella L.
Em relação às regras de nomenclatura, os sinônimos taxonômicos para Basellaceae Raf. são Anrederaceae J.Agardh e Ullucaceae Nakai. Dentro da ordem das Caryophyllales, a família Basellaceae, na sua presente circunscrição taxonômica, forma um clado com as famílias Halophytaceae, Didiereaceae e Montiaceae. O clado assim formado apresenta uma relação filogenética próxima com as Cactaceae, Portulacaceae, Anacampserotaceae e Talinaceae.

## Lista de espécies brasileiras
- Basellaceae apresenta aproximadamente 20 espécies distribuídas em quatro gêneros são eles, Anredera Juss., Basella L., Tournonia Moquin-Tandon e Ullucus Caldas, mas apenas Anredera Juss é nativo no Brasil, (Souza & Lorenzi 2005; Bastos & Sakuragui 2010).    No        Brasil,       foram      registradas    três    espécies: A.cordifolia(Ten.)     Steenis, A.marginata (Kunth)  Sperling   e  A.tucumanensis(Lillo & Hauman) Spe

## Dominios
As espécies da família Basellaceae são encontradas na Amazônia, Caatinga, Cerrado, Mata Atlântica, Pampa e Pantanal.